# Gustav von Stiehle
Friedrich Wilhelm Gustav Stiehle , von Stiehle depuis 1863 (né le 14 août 1823 à Erfurt et mort le 15 novembre 1899 à Berlin) est un général d'infanterie prussien.

## Biographie

### Origine
Gustav est le fils du lieutenant-général prussien Friedrich von Stiehle (de) (1791-1874) et de son épouse Elisabeth Friederike Karoline, née Töpke.

### Carrière militaire
Stiehle fait ses études à Halle et au lycée (de) à Erfurt. Il rejoint ensuite le 11 février 1840 comme mousquetaire le 21e régiment d'infanterie (de) de l'armée prussienne et est promu sous-lieutenant fin février 1841. De 1844 à 1847, il fréquente l'École de guerre générale de Berlin et en 1848 participe aux affrontements dans la province de Posnanie. Il est transféré au département trigonométrique de l'état-major général de 1852 à 1855 et est promu major en 1859 après être devenu chef du 7e régiment d'infanterie. En tant que directeur, Stiehle organise les écoles de guerre nouvellement créées à Potsdam (de) et à Neisse et, en 1860, reprend la direction du département d'histoire de la guerre du Grand État-Major.
En 1864, il participe à la guerre contre le Danemark dans l'état-major du feld-maréchal von Wrangel. Il scelle le début et la fin de cette guerre. Le 31 janvier 1864, il rend visite au chef des troupes danoises Christian Julius de Meza au Palais du prince (de) de Schleswig pour lui remettre une lettre du maréchal Friedrich von Wrangel.
Il signe également le 18 juillet 1864 le document d'armistice entre la Prusse, l'Autriche et le Danemark à Christiansfeld.
Stiehle prend part à la guerre austro-prussienne en 1866 et combat comme colonel à Hühnerwasser, Münchengrätz et à la bataille de Sadowa. Puis il participe aux négociations de la paix préliminaire de Nicolsbourg et mène les négociations militaires finales à la suite de la paix de Prague.

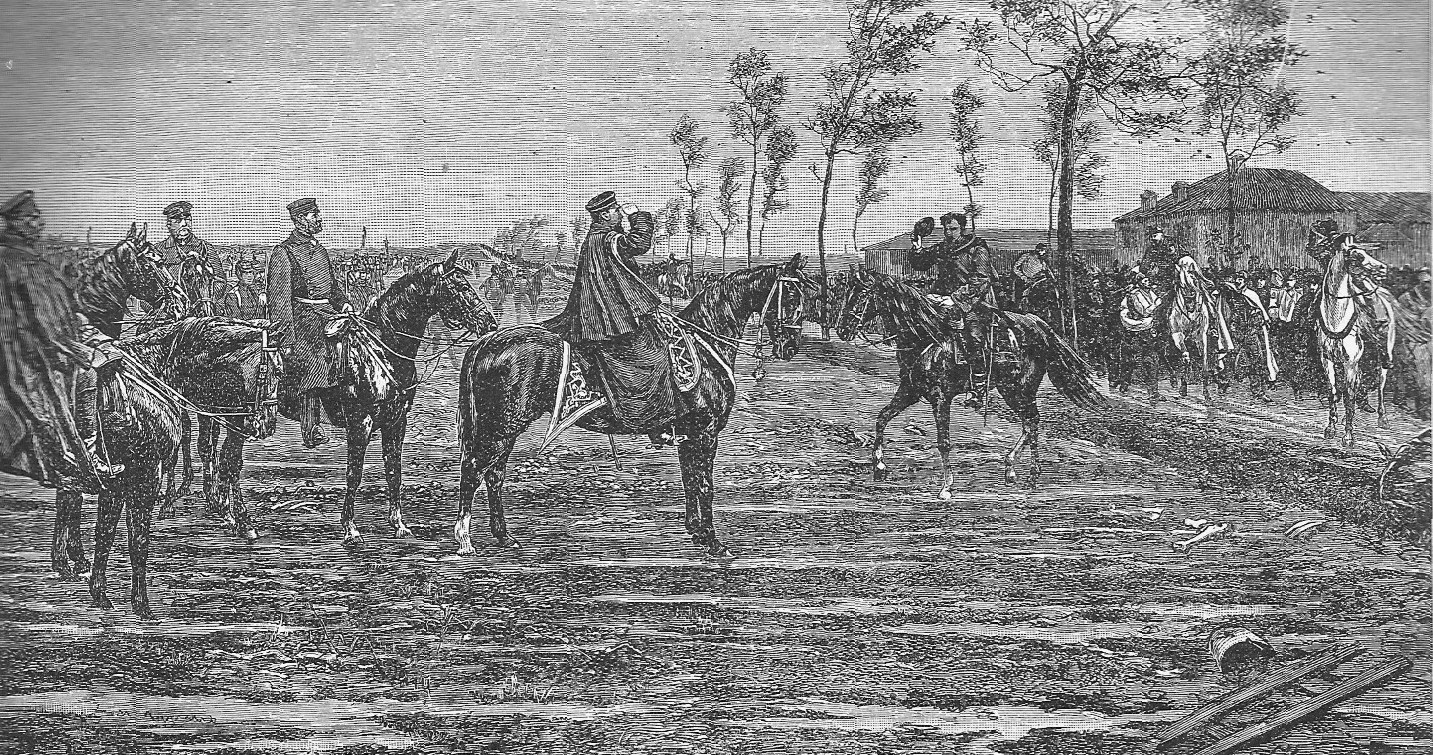
Capitulation de Metz. Colonel von Wichmann, Général Fransecky, Général von Stiehle, Frédéric-Charles de Prusse, Général Desvaux

Avec la mobilisation pour la guerre contre la France, Stiehle devient chef d'état-major général du 2e armée et peu de temps après le 26 juillet 1870 il est promu major général. Pendant les combats il prend part aux batailles de Saint-Privat, Beaune-la-Rolande, Orléans et Le Mans, ainsi qu'au siège de Metz. Avec le général français Hugues-Louis Jarras (1811-1890) il achève la capitulation de Metz. Il a pu se distinguer plusieurs fois pendant la guerre et reçoit notamment le 6 octobre 1870 la Croix de fer de 1re classe et le 18 janvier 1870 les feuilles de chêne pour le Pour le Mérite.
Après la guerre, Stiehle est inspecteur des chasseurs et des fusiliers de 1873 à 1875. À partir du 28 octobre 1875 Stiele agit en tant que commandant de la 7e division d'infanterie et est peu de temps après le 4 novembre promu lieutenant général. Ainsi, le 22 mars 1877, il est nommé adjudant général de l'empereur Guillaume Ier, et reste à ce poste. Stiehle renonce à son commandement le 17 août 1881 et devient le général commandant du 5e corps d'armée. Dans cette position le 9 juin 1884, il est promu au grade de général d'infanterie. Le 21 mars 1886, Stiehle quitte le corps d'armée puis reçoit le poste de chef du corps du génie (de) et des pionniers et d'inspecteur général des forteresses. Le 4 septembre 1888, Stiehle est mis à disposition comme adjudant général et à la suite du corps des ingénieurs et des pionniers.

### Famille
Stiehle se marie le 4 septembre 1871 Hermine Johanna Luise von Vinke (née en 1834). Elle est la fille adoptive de Karl Friedrich von Vincke (de) (1800-1869) et la fille biologique de son frère cadet Johann Wilhelm Philipp von Vincke (1802-1861).

## Honneurs
Stiehle est élevé pour ses services le 6 août 1863 à la noblesse prussienne héréditaire. Il est également décidé que la forteresse de Pillau doit porter son nom. Il reçoit également de nombreuses médailles et décorations. Outre l'ordre le plus élevé de Prusse pour la bravoure, le Pour le Mérite, il est détenteur, entre autres, des titres suivants:
- Ordre russe de Saint Georges de 4e classe le 8 novembre 1870
- Grand-croix de l'ordre de Philippe le Magnanime aux épées le 26 décembre 1870
- Grand-croix de l'Ordre d'Albert le 6 janvier 1872
- Grand Croix de l'Ordre de l'Épée le 5 décembre 1872
- Ordre de la Couronne de Fer de 1re classe le 5 décembre 1872
- Croix du Grand Commandeur de l'Ordre de Hohenzollern le 13 septembre 1882
- Grand-croix de l'Ordre de l'Aigle rouge avec des feuilles de chêne et des épées sur l'anneau le 23 janvier 1887